# Comuna Jarmina, Vukovar-Srijem
Jarmina este o comună în cantonul Vukovar-Srijem, Croația, având o populație de 2.458 de locuitori (2011).

## Demografie
Componența etnică a comunei Jarmina
     Croați (99,27%)
     Necunoscut (0,12%)
     Neclasificat (0,53%)
Componența confesională a comunei Jarmina
     Catolici (98,7%)
     Necunoscută (0,33%)
     Alte religii (0,98%)
Conform recensământului din 2011, comuna Jarmina avea 2.458 de locuitori. Din punct de vedere etnic, majoritatea locuitorilor (99,27%) erau croați. Apartenența etnică nu este cunoscută în cazul a 0,12% din locuitori. Din punct de vedere confesional, majoritatea locuitorilor (98,7%) erau catolici. Pentru 0,33% din locuitori nu este cunoscută apartenența confesională.